# Dracela annulipes
Dracela annulipes är en insektsart som beskrevs av Victor Antoine Signoret 1861. Dracela annulipes ingår i släktet Dracela och familjen sköldstritar. Inga underarter finns listade i Catalogue of Life.